# Rocco Galdieri
Rocco Galdieri (Napoli, 18 ottobre 1877 – Napoli, 16 febbraio 1923) è stato un poeta e giornalista italiano.

## Biografia
Figlio di un farmacista, frequentò il liceo ginnasio Vittorio Emanuele II, ma si ritirò ben presto a causa dei contrasti insorti con il professore di lettere e, all'età di quindici anni, venne mandato a vivere a Penta, un paesino agricolo del salernitano. 
La sua prima raccolta di versi fu Penta del 1892, alcuni sonetti in italiano dedicati al paese omonimo, mentre l'anno seguente scrisse 'O semmenario in napoletano.
Iniziò anche a collaborare con diverse riviste letterarie napoletane e prese lo pseudonimo di Rambaldo. In seguito, lavorò al Mattino e collaborò con il Giornale d'Italia. Divenne infine redattore del periodico umoristico Monsignor Perrelli.
Fu autore di brillanti commedie dialettali quali Aniello 'a ffede, dal quale nel 1946 fu tratto il film Fatalità, 'E ccose 'e Dio e Zia carnale e collaborò con Eduardo Scarpetta, in particolare per la rivista teatrale L’ommo che vola.
Galdieri scrisse anche molte canzoni in dialetto e diverse sue poesie furono messe in musica dal maestro Evemero Nardella.
Fu anche insegnante di lettere, prima in proprio, fondando una scuola che ebbe breve vita, e poi, dal 1912, presso l'Albergo dei poveri. 
Nel 1902 sposò Maria Cozzolino dalla quale ebbe tre figli. Il primogenito, Michele, seguì le orme del padre e divenne un celebre paroliere e autore di riviste teatrali. Maria morì nel 1922 e Rocco si risposò nello stesso anno, ma morì l'anno successivo poco più che quarantacinquenne.